# إريس هوي
إريس هوي (بالإنجليزية: Iris Hoey)‏؛ هي ممثلة بريطانية (وحملت سابقاً جنسية المملكة المتحدة لبريطانيا العظمى وأيرلندا)، ولدت في 17 يوليو 1885 بلندن في المملكة المتحدة، وتوفيت بنفس المكان في 13 مايو 1979.

## وصلات خارجية
- إريس هوي على موقع IMDb (الإنجليزية)
- إريس هوي على موقع قاعدة بيانات برودواي على الإنترنت (الإنجليزية)
- إريس هوي على موقع قاعدة بيانات الفيلم (الإنجليزية)